# Lobelia gelida
Lobelia gelida là loài thực vật có hoa trong họ Hoa chuông. Loài này được F.Muell. mô tả khoa học đầu tiên năm 1864.